# Ciclisme cross-country

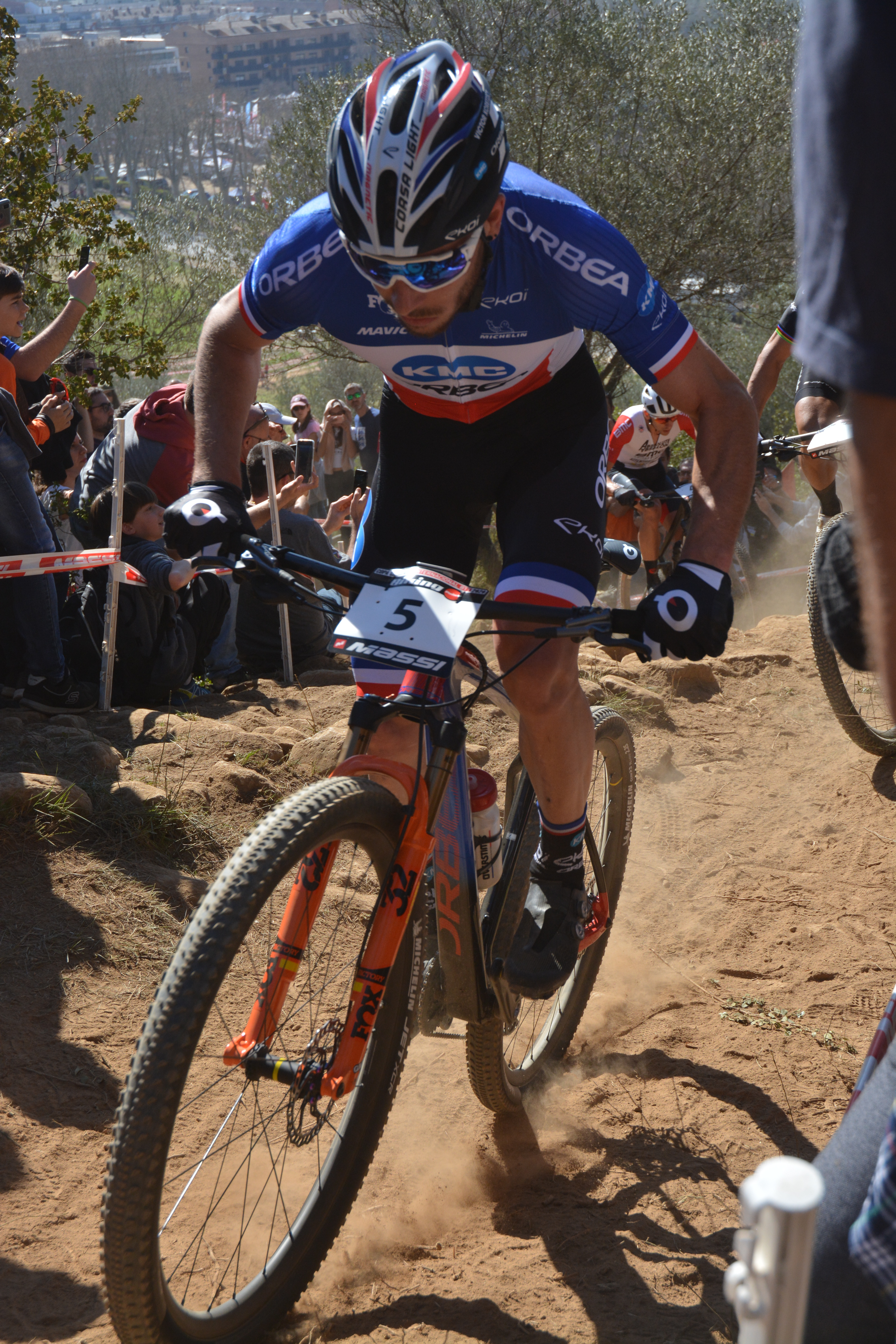
Cross-country Olímpic (XCO)

El cross-country (XC) és una disciplina del ciclisme de muntanya. El cross-country va esdevenir un esport olímpic l'any 1996 i, des d'aleshores, és la única forma de ciclisme de muntanya practicada als Jocs Olímpics.

## Modalitats

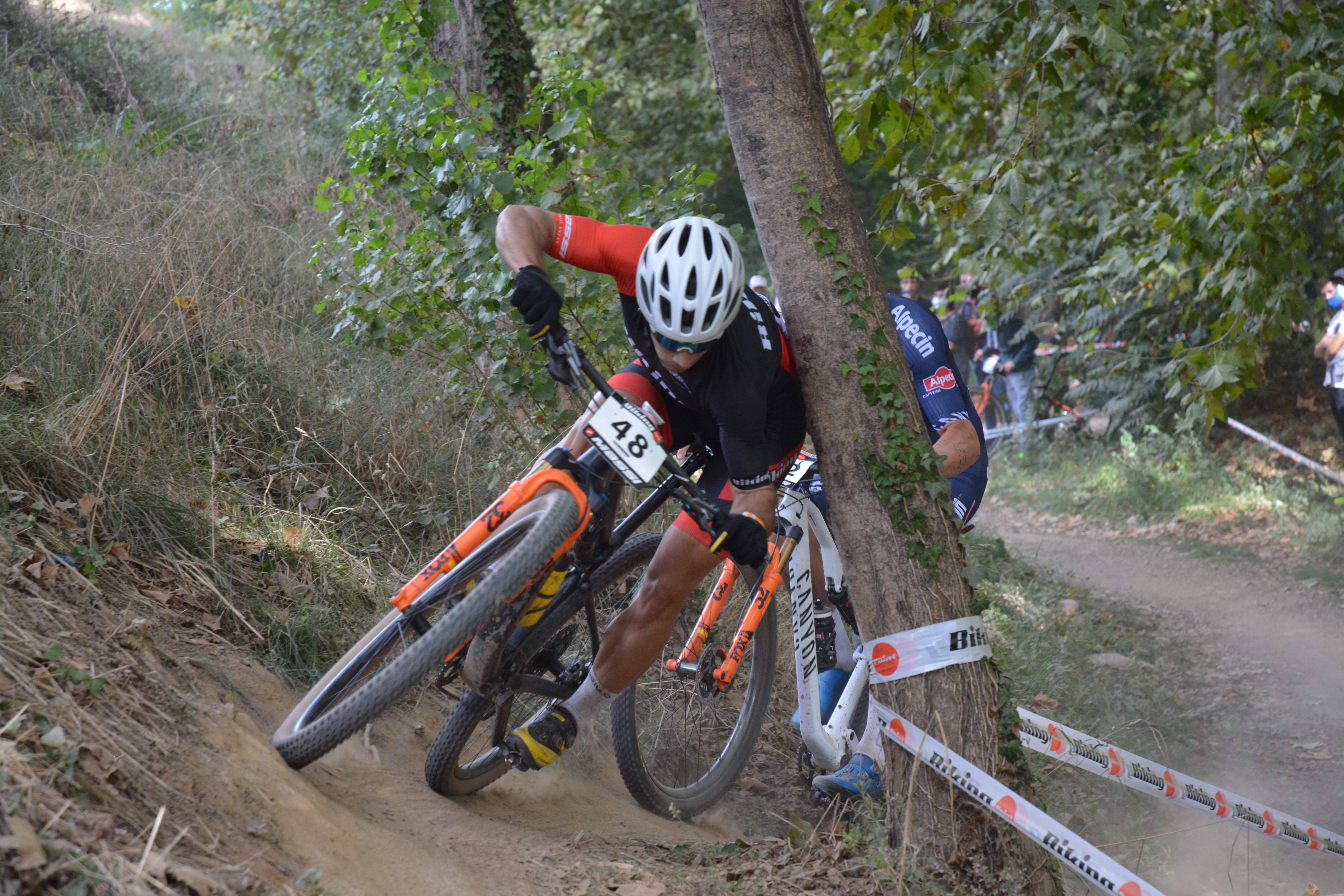
Christopher Bosque a la Super Cup Massi Girona (XCO)

### XC (cross-country)
El cross-country és un terme genèric per descriure les proves que es duen a terme a la muntanya en context de BTT (bicicleta tot terreny) o Rally.

### XCO (Cross-country olímpic)
El cross-country olímpic és una modalitat del ciclisme de muntanya que es duu a terme en un circuit tancat d'entre 4 i 6 km (al que es donen diverses voltes) i la duració de la prova és d'aproximadament una hora i mitja. Tots els participants prenen la sortida al mateix temps i, donada la curta duració de la prova, els inicis acostumen a ser explosius i quelcom perillosos. Els ciclistes prenen l'inici de la cursa com el moment clau per posicionar-se al cap davant i guanyar posicions. La primera volta al circuit acostuma a ser una modificació d'aquest mateix on no s'incouen corriols i els corredors i corredores s'incorporen al final del circuit després d'haver escendit per pistes. El motiu de tot plegat és estirar el grup capdavanter i no crear taps als inicis dels corriols. Aquest fenomen s'anomena start lap. La UCI defineix el cross-country olímpic com un esdeveniment on el públic forma part de l'espectacle.

### XCM (Cross-country marató)
El cross-country marató és una modalitat del ciclisme de muntanya que es duu a terme en un recorregut d'entre 60-80 km. El terme marató no està lligat a la marató a peu i a la distància dels 42km de l'atletisme. L'XCM acostuma a ser una de les modalitats més practicades pels ciclistes de cross-country olímpic perquè els serveix de gran ajuda a l'hora d'adquirir fons per a les curses tan explosives. El recorregut de la modalitat XCM acostuma a mesclar terrenys plans, tècnics i agressius (durant les baixes) i durs i exigents (durant els ascensos). No es defineix un circuit concret sinó que es tracta d'una ruta circular.

### XCUM (Cross-country ultramarató)
El cross-country ultramarató és una modalitat del ciclisme de muntanya que es duu a terme en un recorregut d'entre 120-200 km. Els recorreguts de cross-country ultramarató no solen estar marcats amb indicacions de cursa sinó que els propis ciclistes duen un GPS que els guia pel bon camí.

### XCE (Cross-country eliminator)
El cross-country eliminator és una modalitat del ciclisme de muntanya que es duu a terme en un circuit tancat d'entre 500m i 1,5 km (al que es donen una o dues voltes) i la duració de la prova és d'entre 2 i 5 minuts. Es tracta de la prova més explosiva de cross-country i el guanyador/a acostuma a ser el qui es posiciona en primer lloc en el primer sprint. El circuit és revirat i el disseny d'aquest mateix només habilita un tram lleugerament més ample on es poden dur a terme els avançaments. Barcelona és la única ciutat de l'estat espanyol que acull alguna prova de la copa del món de cross-country, més concretament una de les aturades de la UCI Mountain Bike World Cup Eliminator.

### XCR (Cross-country relay)
El cross-country relay és una modalitat del ciclisme de muntanya que es duu a terme en un circuit tancat d'entre 4 i 6 km (al que es donen diverses voltes) i la duració de la prova és d'aproximadament una hora i mitja. A diferència de la resta de modalitats no es tracta d'una competició individual sinó en equips (seleccions nacionals). Els equips estan constituïts entre 5 i 7 ciclistes i cadascun d'ells només ha de completar una única volta. Quan es dirigeix a meta, el seu company de selecció ja pot iniciar la seva volta i així successivament. Les nacions competeixen entre elles per aconseguir el títol que els acredita com a Campions del Món de XCR.

## Bicicletes XC
La principal característica de les bicicletes cross-country és que són molt lleugeres. Per aquesta raó, els dissenyadors i dissenyadores utilitzen geometries triangulars basades en la rigidesa que aquestes suposen. Per altra banda, l'alta velocitat implica un bon sistema de frenat. Els frens de disc estan generalitzats en la pràctica de XC ja que la seva efectivitat és única. A més a més, no generen cap mena d'escalfament. En quant a les rodes, actualment s'utilitzen les de 29" amb cobertes primes, amples i amb un taquejat agressiu als extrems. La majoria de les bicicletes de XC incorporen doble suspensió.